# 八代海
八代海（やつしろかい）は、九州本土と天草諸島に囲まれた海域である。

## 概要
北部は有明海、南部は東シナ海に接しており、熊本県と鹿児島県に跨っている。「不知火海（しらぬいかい）」という別称を持つ。
有明海と海域は一体であるとの捉え方もあり、2002年（平成14年）11月に有明海及び八代海を再生するための特別措置に関する法律が施行された。
妖怪（怪火）ともされた蜃気楼の「不知火」の伝承でも知られる。

## 地理・生態系

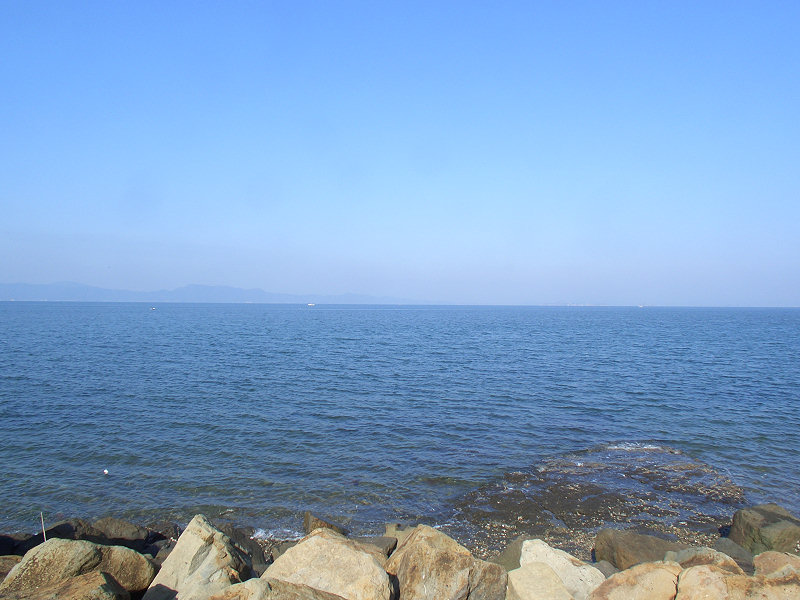
肥薩おれんじ鉄道・上田浦駅付近からの風景。

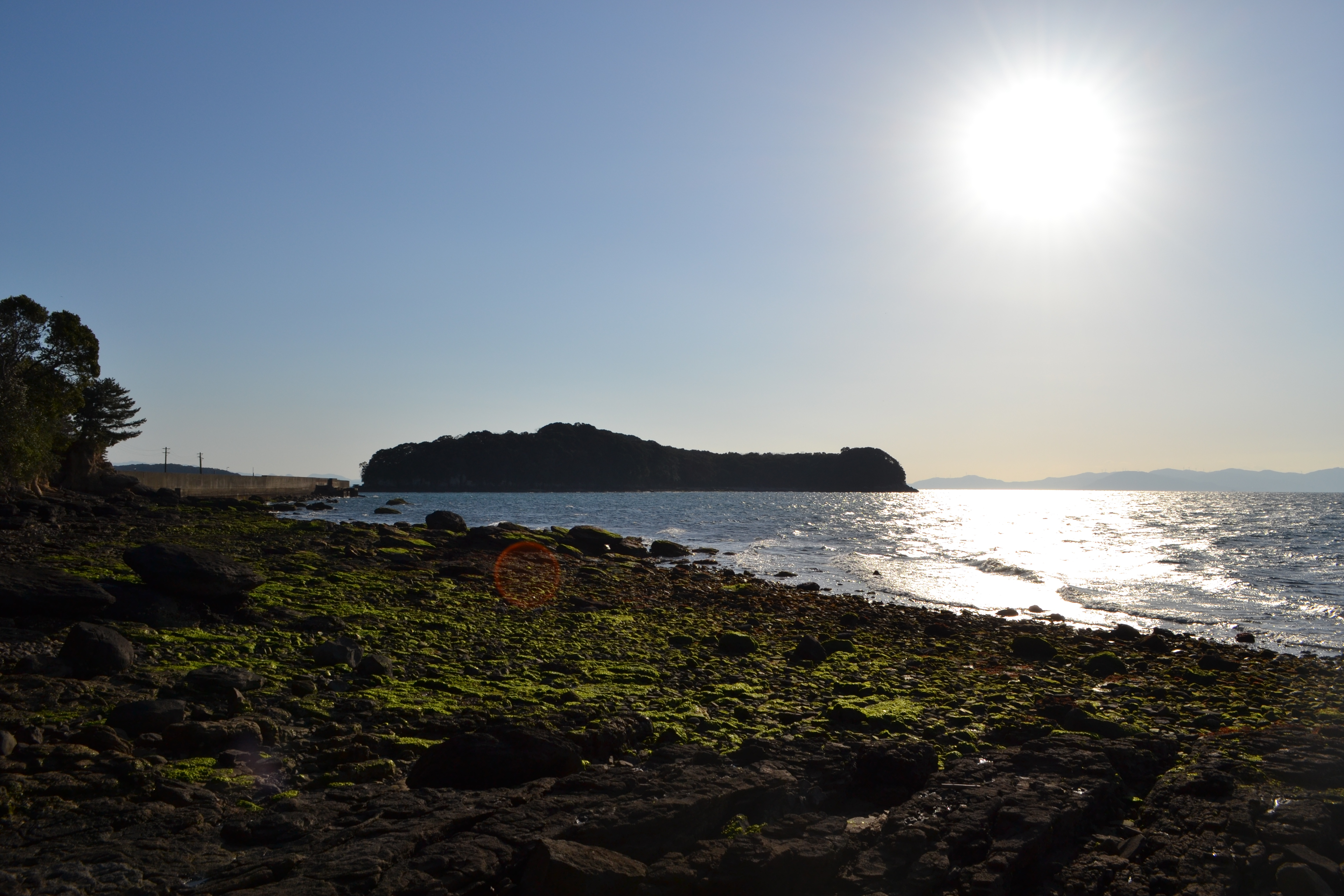
水俣市明神町から望む恋路島。

宇土半島、長島、九州に囲まれた総面積1,200平方キロメートルの海域である。最大水深は89メートル。流入河川である球磨川、高尾野川、米野津川の流域面積は約 3,000平方キロメートルに達する。閉鎖度指数が約32.5であり、同規模の内湾と比較しても閉鎖性が高く、著しい潮位差、広大な干潟と汽水域、濁りを有する海水、豊富な生物多様性と生物生産性を包するという特徴を持つ。大潮時の潮位差は湾奥の八代港で約4メートルに達する。一方で、海域の南部は東シナ海との接続性が比較的に高く、外洋の海水の流入や岩礁性の海底地形が見られる。雲仙天草国立公園に指定されている牛深町の周辺は東シナ海の影響からか高緯度であるがイシサンゴ目等のサンゴの群集やクロメやホンダワラ類などのガラモ場も見られ、長島南部の長崎鼻にもアマモ等のガラモ場が存在している。
球磨川の河口部から湾奥部にかけての東岸には広大な有明海に次ぐ広大な干潟（湾奥部では泥質、球磨川の河口部では砂質）があり、ムツゴロウやアゲマキガイなどの生物が生息している。大矢野島の周辺に広がる永浦干潟はハクセンシオマネキの日本最大の生息地であり、樋島や御所浦島や牧島にはニンジンイソギンチャク、ナメクジウオ、ミドリシャミセンガイ、オカミミガイなども分布している。漁業資源となる魚介類としては、イワシ類、タチウオ、タイ類、ボラ類、スズキ類、エビ類、カニ類などが見られ、1980年の前後まではブリの養殖も行われていた。
小型生物は多様である一方で閉鎖性が高いためか大型生物は少なく、ウミガメ類や小型鯨類などが内部で確認される事は有明海や橘湾よりもまれであるが、天草下島の西側はアカウミガメとアオウミガメに、同島の東側はアオウミガメに利用されている。また、有明海の周辺は沿岸性のヒゲクジラ類等の回遊経路であった可能性があり、八代海の奥部に大型鯨類が来遊していた可能性は不明だが、西彼杵半島や甑島列島は捕鯨の基地として利用され、牛深町の一帯は大型鯨類の回遊経路であった可能性もある。また、球磨川と川辺川は絶滅種であるニホンカワウソの生息地でもあった。

## 歴史
八代海には「不知火海」との呼び名もあり、火の国には不知火に対する信仰があったとされる。『日本書紀』には景行天皇が熊襲征伐のため葦北（熊本県芦北）を出航すると、海上に光が見え、船頭に命じて火の方向に船を進めたところ到達したのが火の国八代郡火邑（ひのむら）だったという。
八代海に面した水俣湾では1932年（昭和7年）から日本窒素肥料（チッソ）が水銀を触媒とするアセトアルデヒド工場を稼働した。その廃液に含まれる汚染物質、特にメチル水銀により水俣病が発生したが、水俣病の原因がメチル水銀と公式に認定され工場が稼働停止したのは1968年（昭和43年）のことだった。
2022年（令和4年）3月15日、八代海干拓遺跡が国の史跡に指定された。

## 沿岸の自治体
- 熊本県
  -  宇城市
  - 八代郡
    -  氷川町

  -  八代市
  - 葦北郡
    -  芦北町
    -  津奈木町

  -  水俣市
  -  上天草市
  -  天草市

- 鹿児島県
  -  出水市
  -  阿久根市
  - 出水郡
    -  長島町

## 交通

### 沿岸の港湾
- 三角港（東港）
- 八代港
- 佐敷港
- 水俣港
- 棚底港
- 本渡港

### 主な航路
- 三角港-棚底港（山畑運輸）
- 八代港-松島港（松島フェリー、天草フェリーライン）
- 八代港-本渡港（天草観光汽船）

### 沿岸の鉄道
- 鹿児島本線
- 三角線
- 肥薩おれんじ鉄道